# Damodar (cràter)
Clackmannan és un cràter de l'asteroide del cinturó principal (253) Mathilde, situat amb el sistema de coordenades planetocèntriques a 73 ° de latitud nord i 263.8 ° de longitud est. Fa un diàmetre de 28.7 km. El nom va ser fet oficial per la UAI l'any 2000 i fa referència a Damodar, conca de carbó de l'Índia.